# 亨利七世礼拜堂

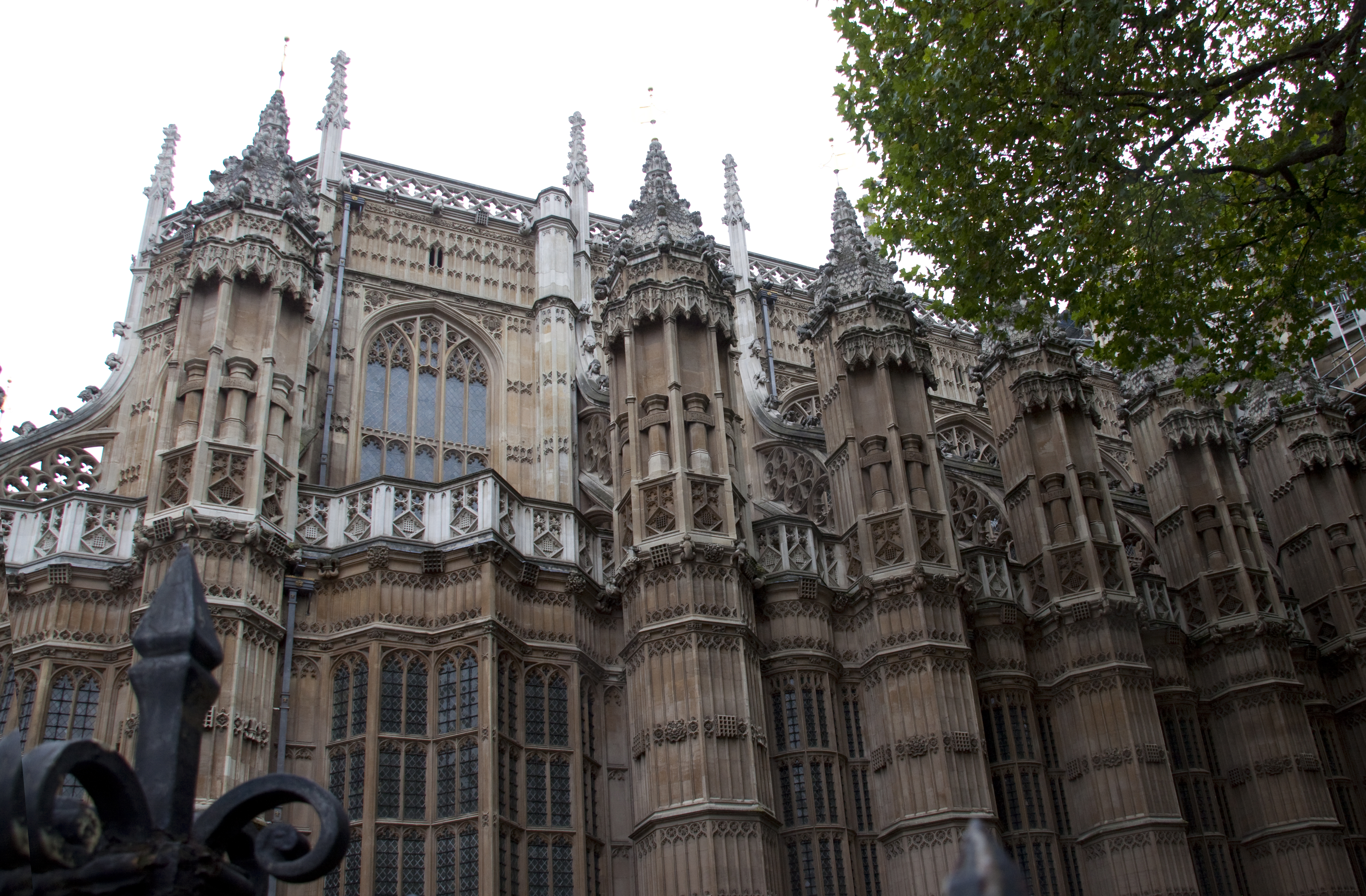
亨利七世礼拜堂

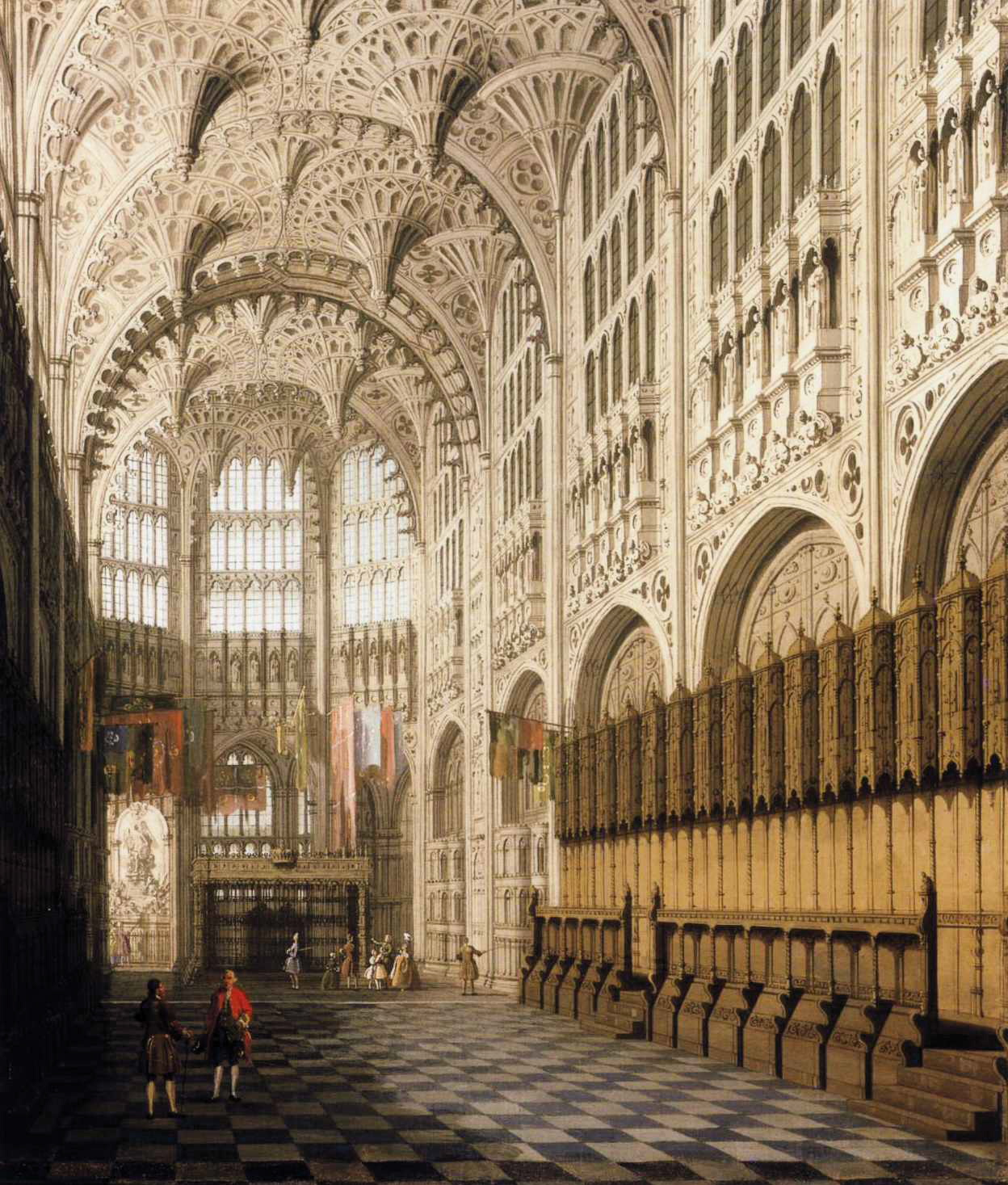
加纳莱托画作

亨利七世礼拜堂（英語：Henry VII Chapel）是一座大型的圣母礼拜堂，位于西敏寺的最东端，由英格兰国王亨利七世的遗嘱支付。它用黄铜大门和一段楼梯与修道院的其他部分隔开。
礼拜堂的结构是由四个开间组成的三通道中殿。在礼拜堂后殿的祭坛，后面，是亨利七世夫妇以及詹姆士六世及一世的陵墓。后殿有五个小堂。
礼拜堂以悬吊式扇形拱顶天花板而闻名。
这座礼拜堂采用了非常晚的垂直哥特式风格，其宏伟壮丽使约翰·利兰称之为“世界奇迹”。  在礼拜堂内有好几位君主的陵墓，包括英格兰君主亨利七世、爱德华六世、玛丽一世、伊丽莎白一世、詹姆士六世及一世、查理二世以及苏格兰君主玛丽一世。
自1725年以来，礼拜堂一直是巴斯勳章的母堂，成员的旗帜悬挂在上方。

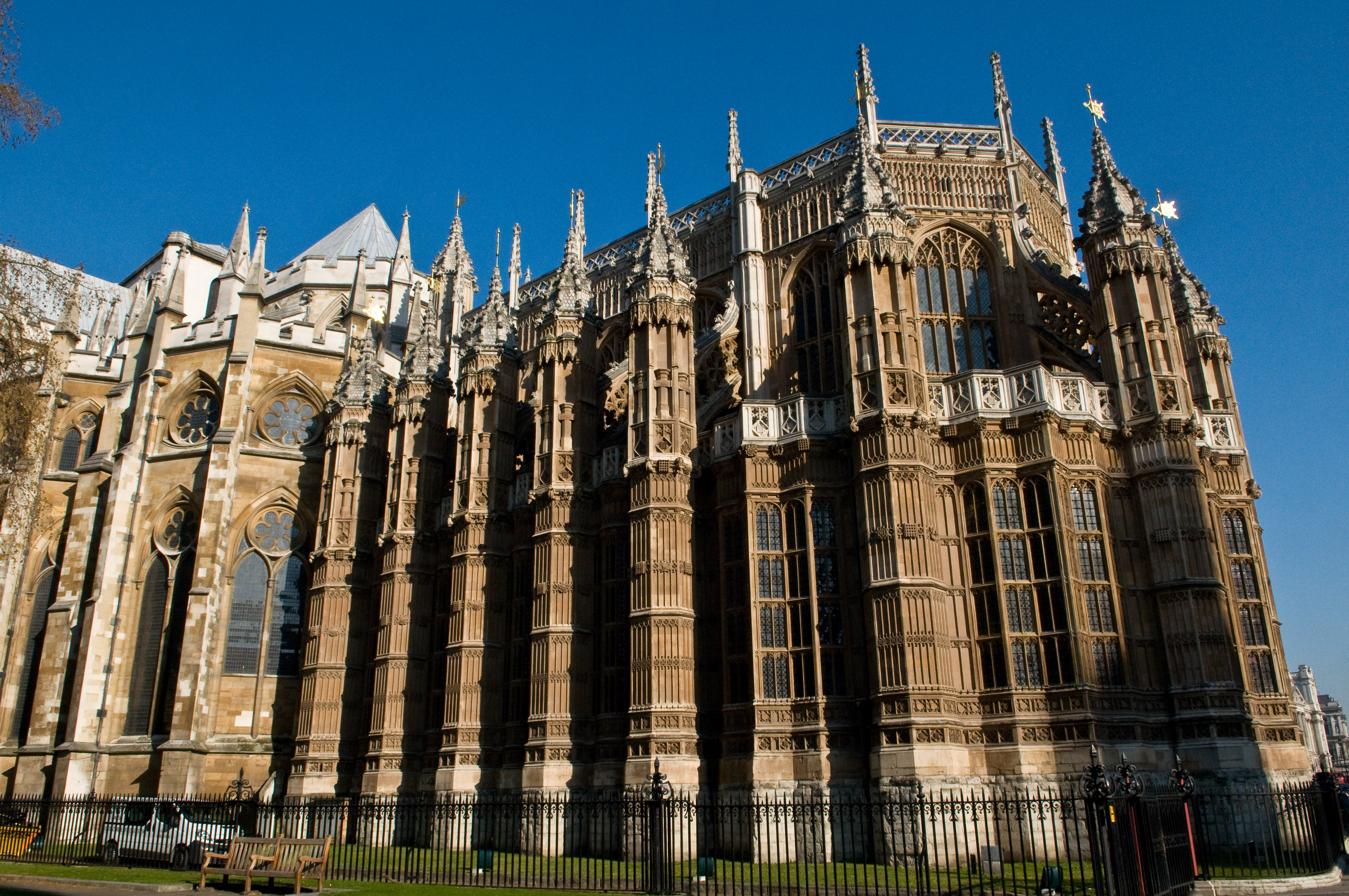
外观